# Firdawsí

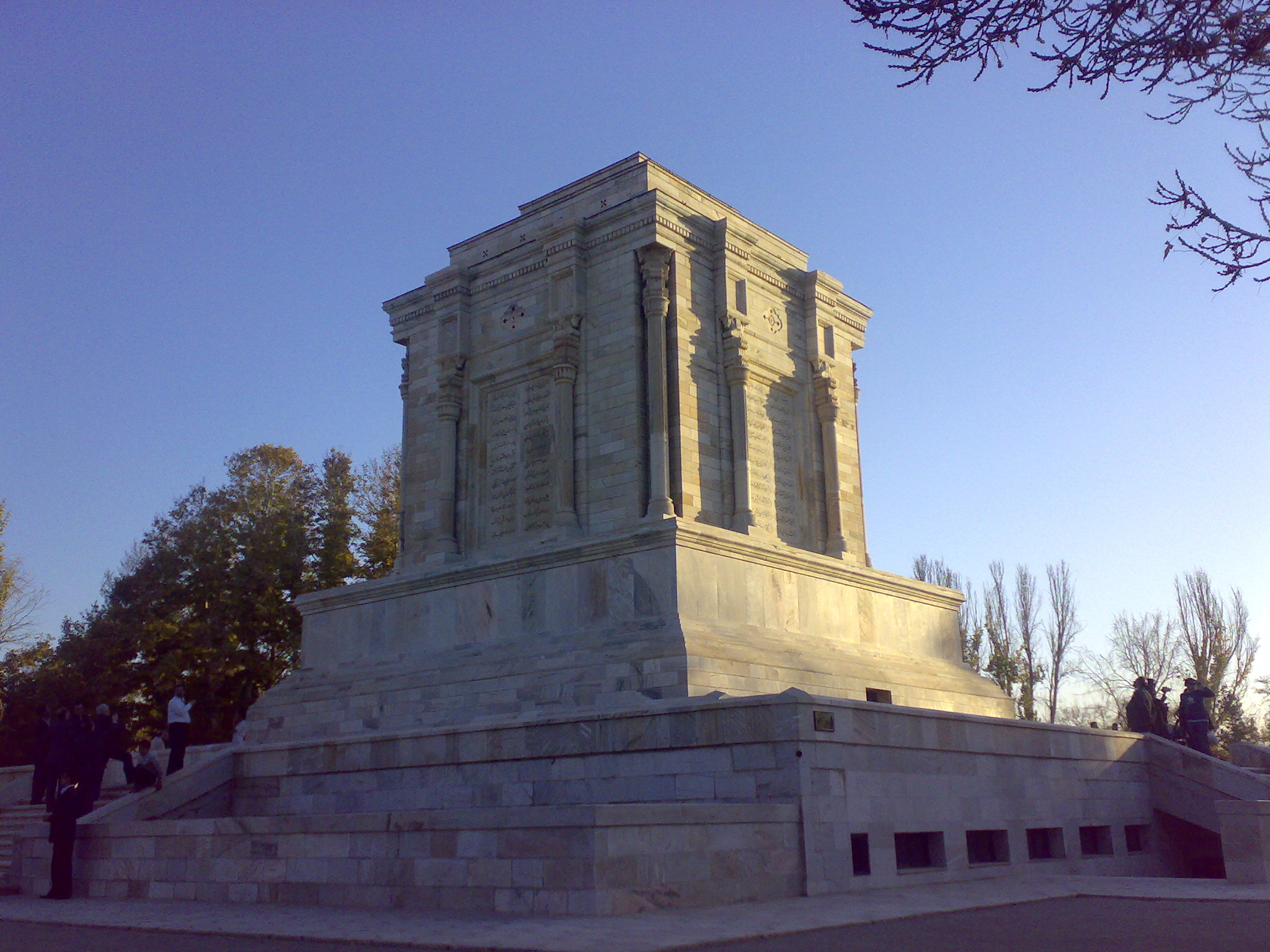
Tomba de Firdawsī a Tus, Iran

Ferdosi, en persa (persa: فردوسی), o Firdawsí, en àrab, és el pseudònim literari d'Abu-l-Qàssim (persa: ابوالقاسم) (Badj, c. 940 - Tus, c. 1025), un dels principals poetes perses, anomenat «el recreador de la llengua persa». És l'autor de la més gran epopeia escrita en aquesta llengua: el poema èpic nacional iranià (i de les comunitats perses d'arreu) anomenat Xahnamé (persa: شاهنامه), ‘El llibre dels reis’. 
No hi ha acord sobre el seu nom més enllà que la seva kunya fou Abu-l-Qàssim i que usà com a pseudònim literari Firdawsí o Ferdosi, adjectiu que prové del persa pardis, ‘paradís’, que en àrab s'adaptà com a plural faradis amb el singular firdaws, que ha retornat al persa sota la forma ferdows. També se li atribueix, pel seu lloc de naixement, la regió de Tus, la nisba Tussi (persa: توسی, literalment ‘el de Tus’).

## Nom

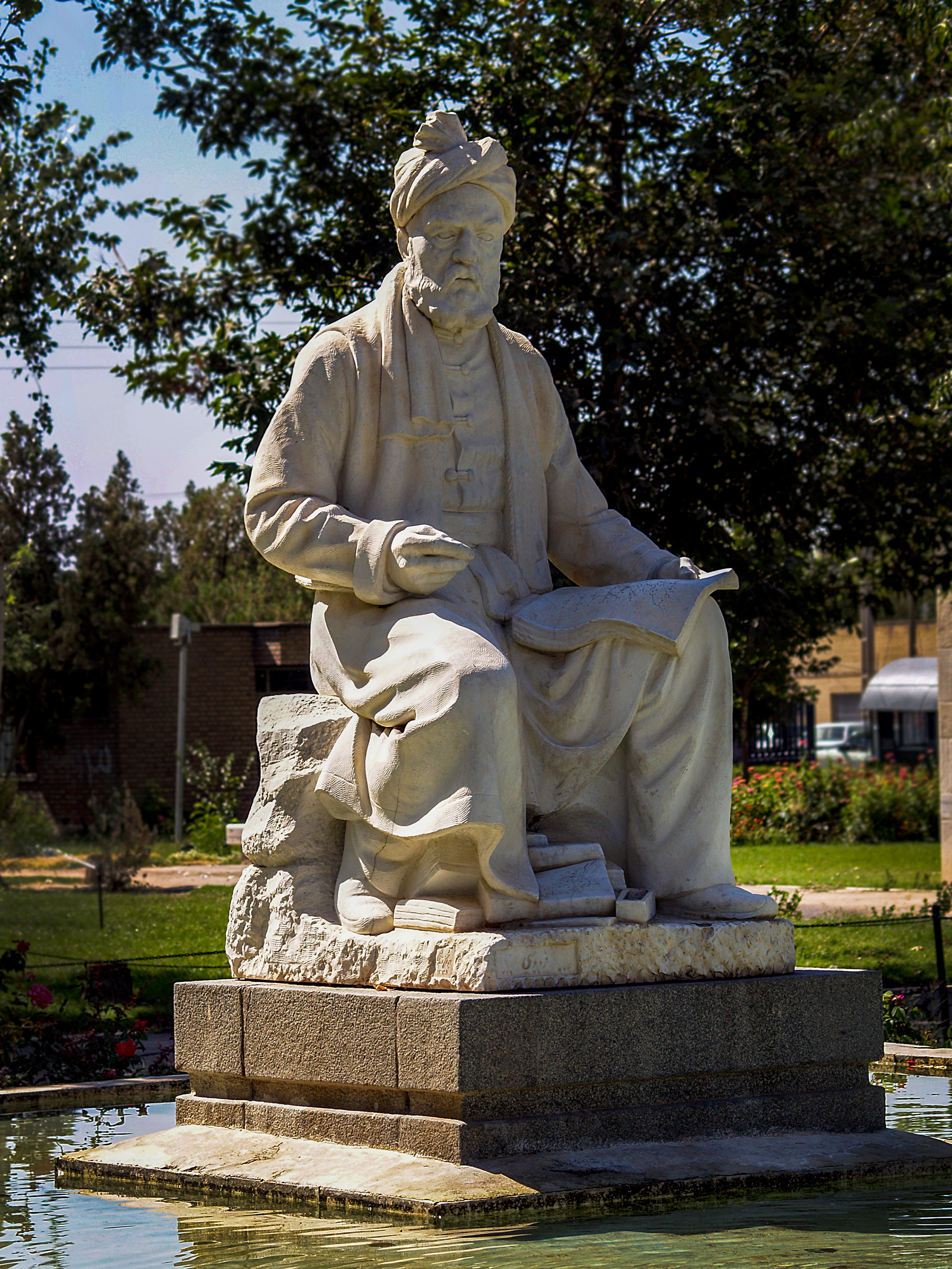
Estàtua de Ferdowsi a Tus d’Abolhassan Sadighi

Excepte la seva kunya (ابوالقاسم – Abo'l-Qâsem ) i el seu làqab (فِردَوسی – Ferdowsī, que significa ‘del paradís’), no se sap res amb certesa sobre el seu nom complet. Des d'un principi, se'l referencia amb diferents noms i títols addicionals, el més comú és حکیم, ḥakīm (‘filòsof’). En base a això, el seu nom complet es dona a les fonts perses com a حکیم ابوالقاسم فردوسی توسی, Ḥakīm Abo'l-Qâsem Ferdowsī Țusī. A causa de la transliteració no estandarditzada del persa a l'anglès, s'utilitzen diferents grafies del seu nom en obres angleses, com Firdawsi, Firdusi, Firdosi, Firdausi, etc. L'Enciclopèdia de l'Islam utilitza la forma Firdawsī, basada en el mètode de transliteració estandarditzat de la Societat Oriental alemanya. L'Encyclopædia Iranica, que utilitza una versió modificada del mateix mètode (amb un èmfasi més fort en les entonacions perses), dona l'ortografia Ferdowsī. En ambdós casos, -ow i -aw s'han de pronunciar com un diftong ([aʊ̯]), que reflecteix com la pronunciació primerenca del nom en persa modern. La transliteració moderna del seu nom en tadjik i alfabet ciríl·lic és Ҳаким Абулқосим Фирдавсӣ Тӯсӣ, Hakim Abdulqosim Firdavsí Tŭsí.

## Biografia
Firdawsí va néixer al poble de Badj, al costat de la ciutat de Tus (Khurasan, Pèrsia), en el si d'una família de dihkans (‘terratinents’). Segons Nizamí de Ghazni, seria de confessió xiïta, però alguns investigadors pensen que també podia ser un seguidor del zoroastrisme. En efecte, la seva família s'esforçava a perpetuar les epopeies perses antigues i zoroàstriques compilades sota els sassànides en pehlevi. Poc se sap sobre els primers anys de la vida de Ferdowsi. El poeta tenia una dona, que probablement era alfabetitzada i provenia de la mateixa classe dekhan. Els dekhans eren aristòcrates iranians terratinents que havien florit sota la dinastia sasànida (l'última dinastia preislàmica que va governar l'Iran) i el poder dels quals, tot i que va disminuir, havia sobreviscut fins a l'era islàmica que va seguir a les conquestes islàmiques del segle VII. Els dekhans estaven units a l'herència literària preislàmica, ja que el seu estatus hi estava associat. Així doncs, van veure com la seva tasca era preservar les tradicions culturals preislàmiques, incloses les històries de reis llegendaris. 

### Formació
Les conquestes islàmiques del segle VII van comportar canvis lingüístics i culturals graduals a l'altiplà iranià. A finals del segle IX, a mesura que el poder del califat s'havia debilitat, van sorgir diverses dinasties locals al Gran Iran. Ferdowsí va créixer a Tus, una ciutat sota el control d'una d'aquestes dinasties, els samànides, que reclamaven descendència del general sassànida Vararanes Chobin (la història del qual Ferdowsí explica en una de les seccions posteriors del Xahnamé). La burocràcia samànida va utilitzar la llengua persa nova, que s'havia utilitzat per portar l'islam a les regions orientals del món iranià i va suplantar les llengües locals, i va encarregar traduccions de textos pahlavi al nou persa. Abu Mansur ibn Abd al-Razzak, un dekhan i governador de Tus, havia ordenat al seu ministre Abu Mansur Mamari que convidés a uns quants erudits locals a compilar una prosa Xahnamé (Llibre dels Reis), que es va completar l'any 1010. Encara que no ha sobreviscut, Ferdowsí la va utilitzar com una de les fonts de la seva èpica. Els governants samànides eren mecenes de poetes perses tan importants com Rudaki i Daqiqi, i Ferdowsí va seguir els passos d'aquests escriptors.
Falten detalls sobre l'educació de Ferdowsi. A jutjar pel Xahnamé, no hi ha proves que conegués ni àrab ni pahlavi.

### La vida com a poeta
La seva vida, a partir dels 25 anys i durant uns quaranta anys, va ser consagrada a l'escriptura de l'epopeia nacional iraniana, el Xahnamé, per a la qual no va obtenir gaire reconeixement, tot i convertir-se en un dels texts més importants de la literatura persa.

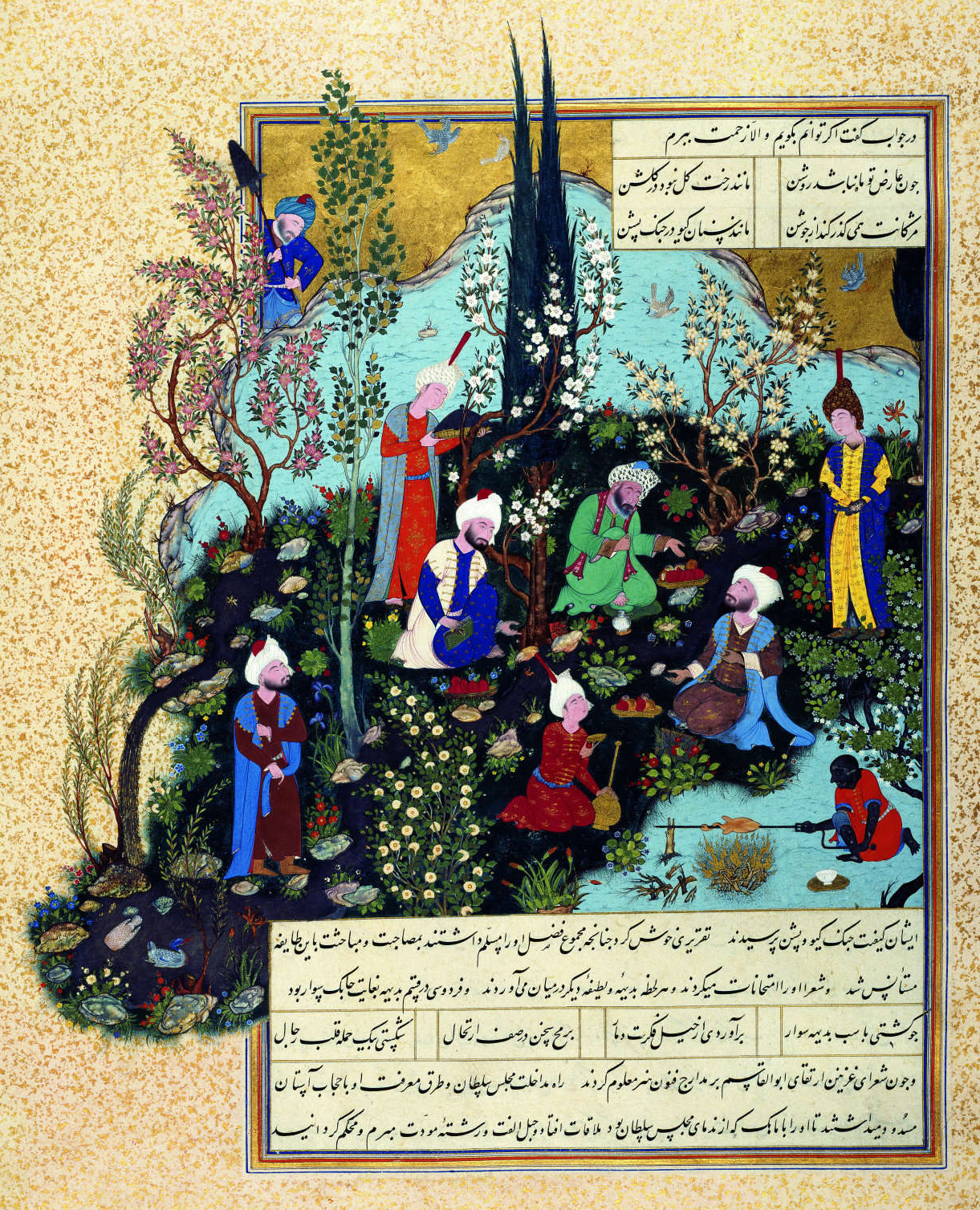
Ferdowsi i els tres poetes de la cort Ghaznavid

És possible que Ferdowsí hagi escrit alguns poemes primerencs que no han sobreviscut. Va començar a treballar al Xahnamé al voltant de l'any 977, amb la intenció que sigui una continuació del treball del seu company poeta Daqiqi, que havia estat assassinat pel seu esclau. Igual que Daqiqi, Ferdowsí va utilitzar la prosa Xahnamé d'Abd-al-Razzāq com a font. Va rebre un generós patrocini del príncep samànida Mansur i va completar la primera versió del Xahnamé l'any 994. Quan els Gaznèvides turcs van enderrocar els samànides a finals dels anys 90, Ferdowsí va continuar treballant en el poema, reescrivint seccions per elogiar el sultà Ghaznavid Mahmud. L'actitud de Mahmud envers Ferdowsí i el bé que va recompensar el poeta són qüestions que durant molt de temps han estat objecte de disputa i han format la base de llegendes sobre el poeta i el seu mecenes (vegeu més avall). El turc Mahmud podria haver estat menys interessat en les històries de la història iraniana que els samànides. Les seccions posteriors del Xahnamé tenen passatges que revelen els estats d'ànim fluctuants de Ferdowsí: en uns quants es queixa de la vellesa, la pobresa, la malaltia i la mort del seu fill; en altres, sembla més feliç. Ferdowsí finalment va completar la seva èpica el 8 de març de 1010. Pràcticament no se sap res amb certesa sobre l'última dècada de la seva vida.
Va tenir un fill, que va morir als 37 anys, i va ser plorat pel poeta en una elegia que va inserir en el Xahnamé.
Als 65 anys, va viatjar a Gandja o Ghazni, a l'actual Afganistan. La seva constant recerca d'un protector el va posar en contacte amb els més grans polítics del seu temps, sobretot amb el soldà Mahmud de Ghazni (998-1030). Aquest hauria promès una peça d'or per cada vers al poeta, però l'obra final tenia més de 60.000 dístics i el soldà no va acceptar i li va pagar amb plata. Mal recompensat i també en desacord per motius religiosos (Mahmud era un sunnita decidit), Firdawsí va llançar contra ell una viva sàtira i va haver de fugir. La seva gran reputació li va merèixer la protecció del califa abbàssida de Bagdad.
Va compondre també diversos poemes lírics, entre els quals se li atribueix Yūsuf u Zulayhā, amb uns 9.000 versos, sobre Josep, el fill de Jacob i de la dona de Putifar o Aziz.
Finalment, Firdawsí va retornar a la seva ciutat natal. Lamentant la seva ingratitud, el soldà Mahmud va ordenar que li fos finalment pagat el preu acordat, però quan va arribar la comitiva a Tus, es van trobar amb el seguici funerari del major poeta persa, que acabava de morir en la pobresa.

### Tomba

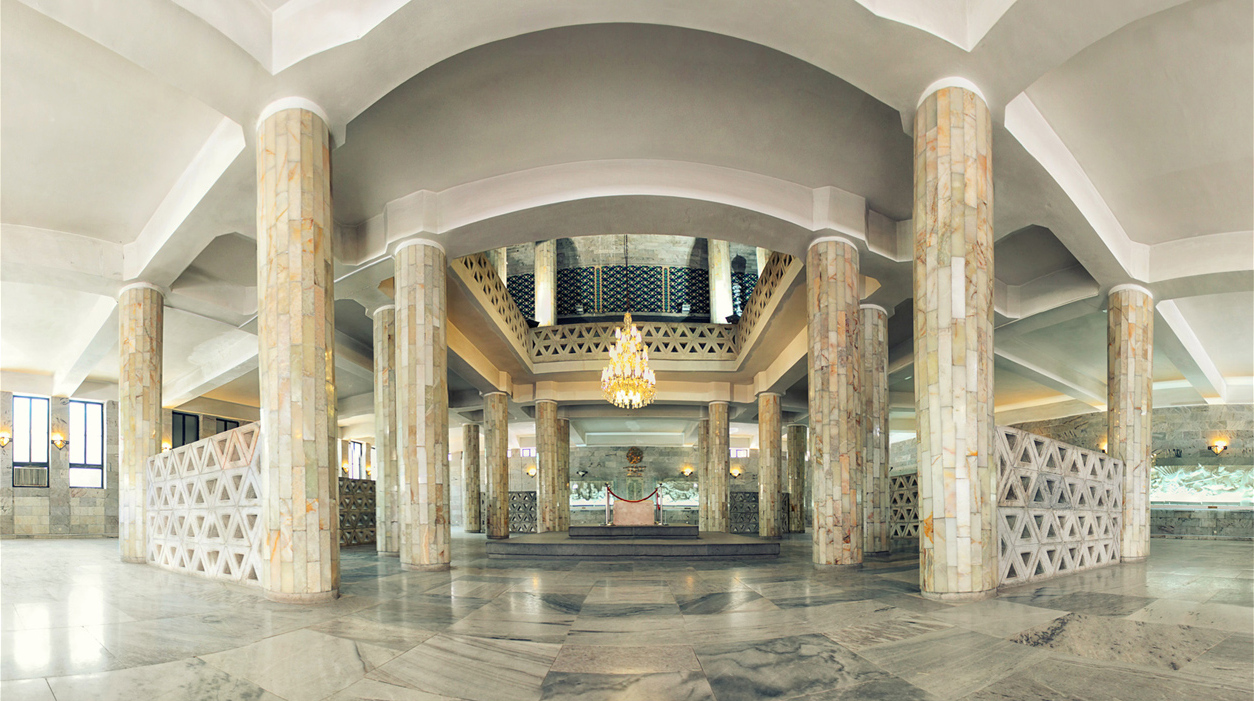
la tomba de Ferdowsi

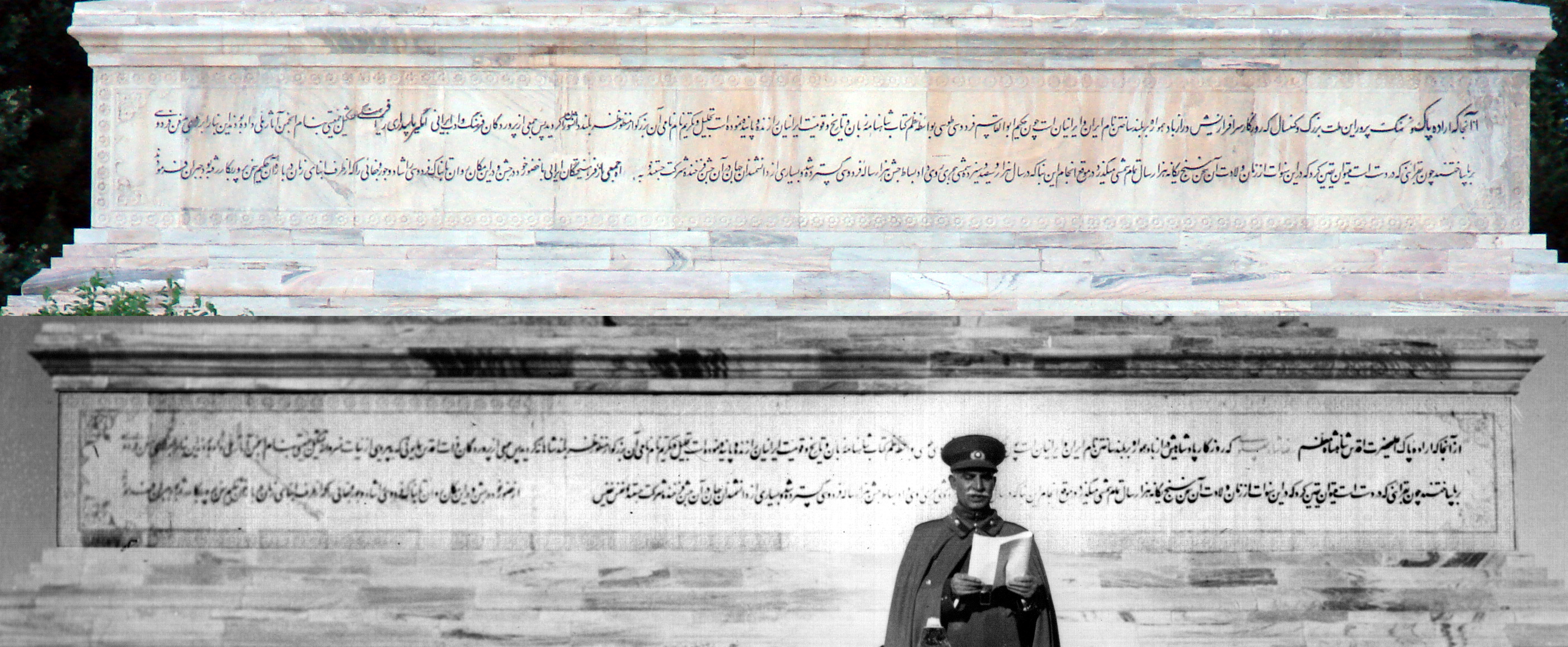
Reza Shah inaugura oficialment el mausoleu de Ferdowsí per a la visita pública després de la conferència mil·lenària de Ferdowsí.

Ferdowsí va ser enterrat al seu mateix jardí, l'enterrament al cementiri de Tus havia estat prohibit per un clergue local. Un governador Ghaznavid de Khorasan va construir un mausoleu sobre la tomba i es va convertir en un lloc venerat. La tomba, que havia caigut en desgràcia, va ser reconstruïda entre 1928 i 1934 per la Societat per al Patrimoni Nacional de l'Iran per ordre de Reza Shah, i ara s'ha convertit en l'equivalent a un santuari nacional.

## Llegenda
Segons la llegenda, el sultà Mahmud de Ghazna va oferir a Ferdowsí una peça d'or per cada copla del Xahnamé que va escriure. El poeta va acceptar rebre els diners en concepte de suma global quan hagués acabat l'èpica. Va planejar utilitzar-lo per reconstruir els dics del seu Tus natal. Després de trenta anys de treball, Ferdowsí va acabar la seva obra mestra. El soldà es va preparar per donar-li 60.000 peces d'or, una per cada copla, tal com s'havia acordat. Tanmateix, el cortesà a qui Mahmud havia confiat els diners va menysprear Ferdowsí, considerant-lo un heretge, i va substituir les monedes d'or per plata. Ferdowsí era a la casa de banys quan va rebre la recompensa. Com que era d'argent i no d'or, va regalar els diners al banyista, a un venedor de refrescs i a l'esclau que havia portat les monedes. Quan el cortesà va explicar al soldà el comportament de Ferdowsí, es va enfurismar i va amenaçar-lo amb executar-lo. Ferdowsí va fugir a Khorasan, després d'haver escrit una sàtira sobre Mahmud, i va passar la major part de la resta de la seva vida a l'exili. Mahmud finalment va saber la veritat sobre l'engany del cortesà i el va fer desterrar o executar-lo. En aquest moment, el vell Ferdowsí havia tornat a Tus. El soldà li va enviar un nou obsequi de 60.000 peces d'or, però just quan la caravana que portava els diners entrava per les portes de Tus, una processó fúnebre va sortir de les portes del costat oposat: el poeta havia mort d'un infart.

## Obres

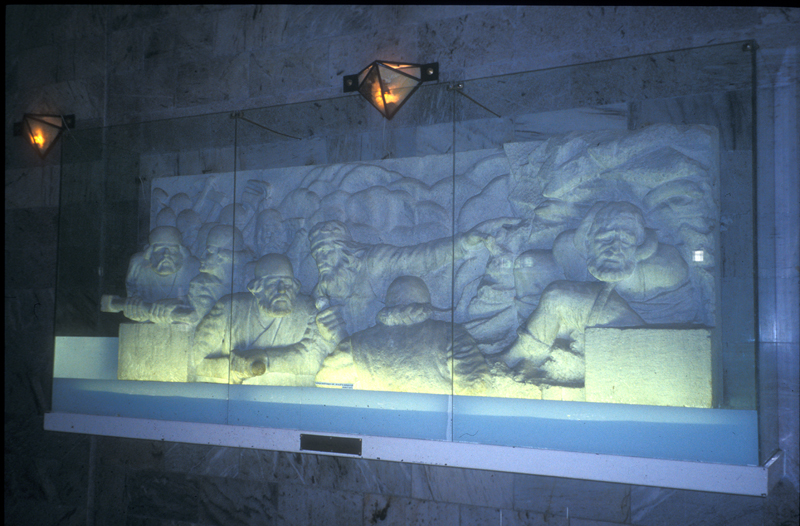
Escenes del Xahnamé gravades en relleus al mausoleu de Ferdowsí a Tus, Iran

El Llibre dels Reis de Ferdowsí és l’èpica nacional més popular i influent a l'Iran i altres països de parla persa. El Xahnamé és l'única obra supervivent de Ferdowsí considerada indiscutiblement genuïna.
Potser havia escrit poemes abans de la seva vida, però ja no existeixen. Una vegada se li va atribuir un poema narratiu, Yūsof o Zolaykā (Joseph i Zuleika), però el consens acadèmic ara rebutja la idea que sigui seu.
També s'ha especulat sobre la sàtira que suposadament Ferdowsí va escriure sobre Mahmud de Ghazni després que el soldà no el premiés prou. Nezami Aruzi, el primer biògraf de Ferdowsi, va afirmar que tots els versos menys sis havien estat destruïts per un simpatitzant que havia pagat a Ferdowsi mil dirhams pel poema. Les introduccions a alguns manuscrits del Shahnamé inclouen versos que pretenen ser la sàtira. Alguns estudiosos els han vist com fabricats; d'altres estan més inclinats a creure en la seva autenticitat.

## Influència

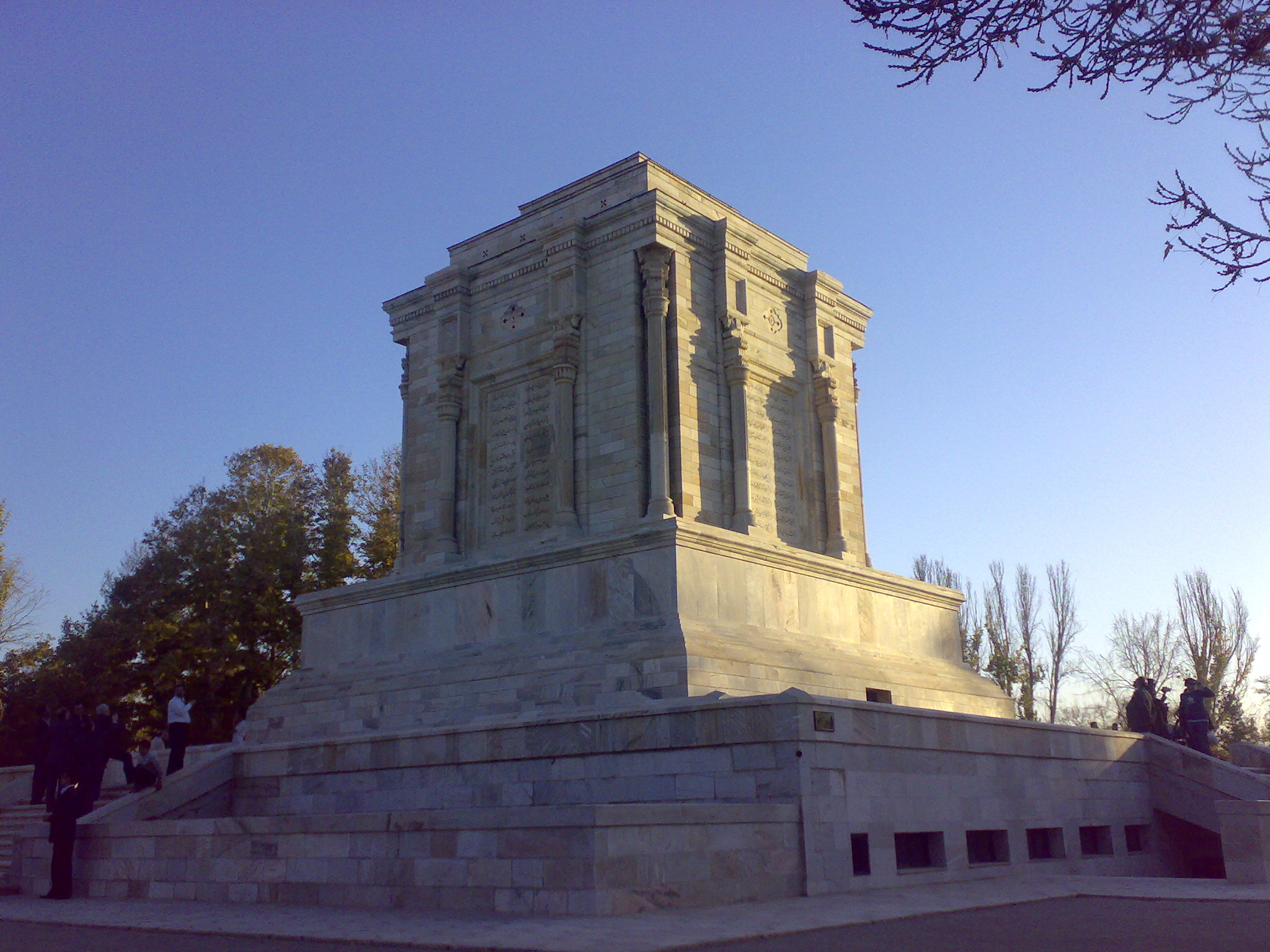
Mausoleu de Ferdowsi a Tus, Iran

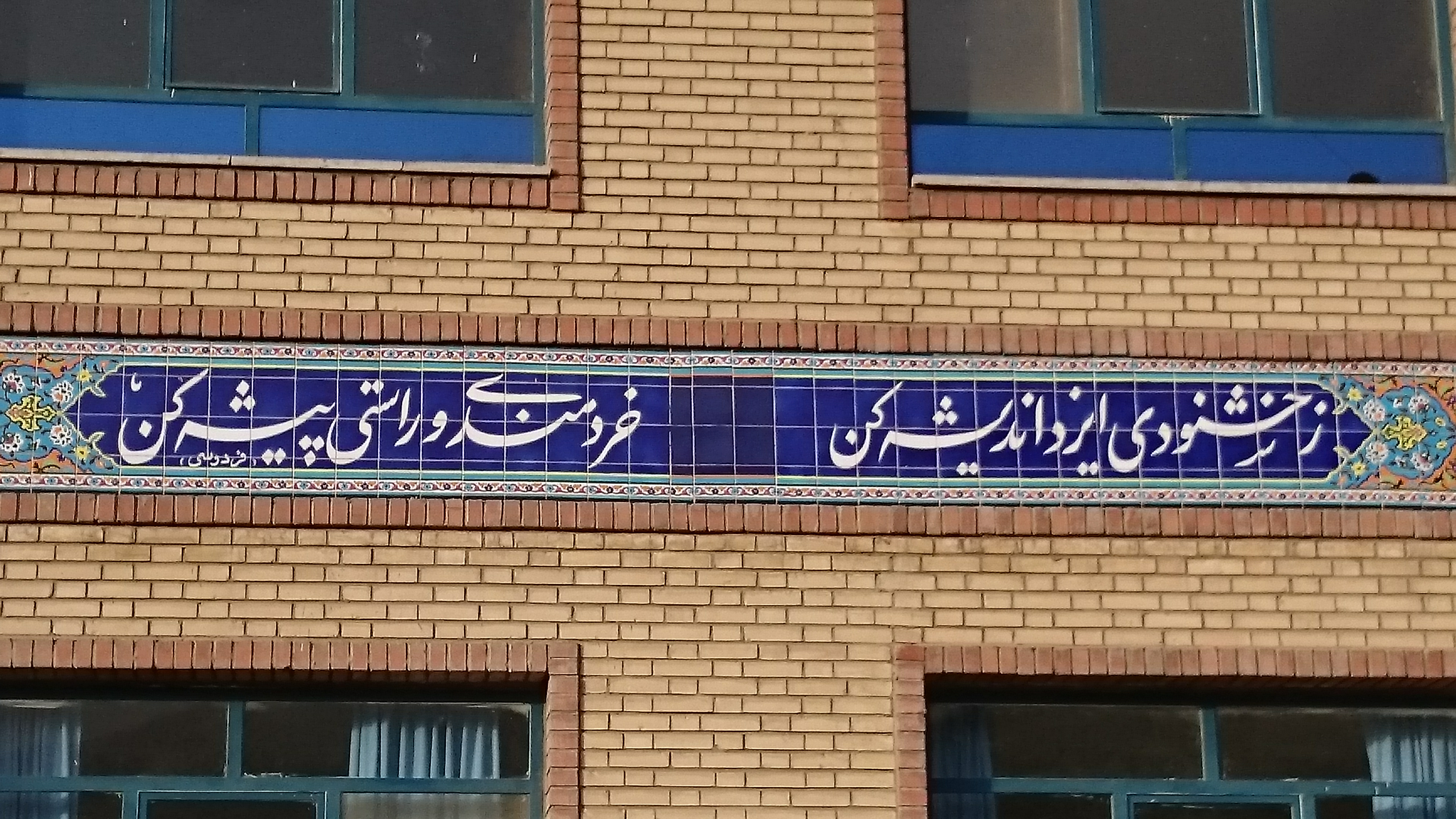
Un dels poemes de Ferdowsi: Pensa per a la gratificació de Déu en ser intel·lectual i veraç, escrit a la paret d'una escola a l'Iran

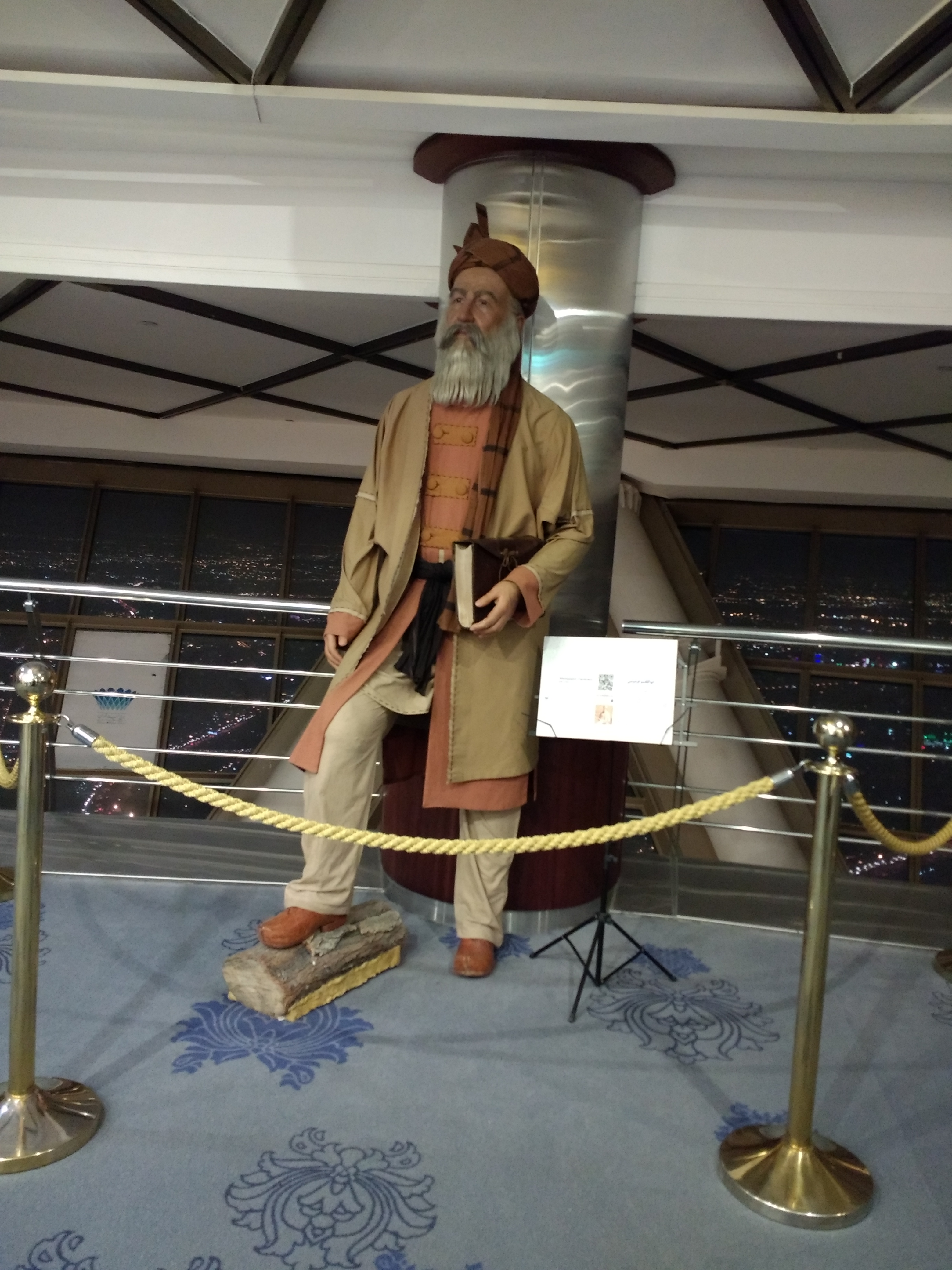
Estàtua de Ferdowsi a la torre Milad, Teheran, Iran

Ferdowsí és un dels gegants indiscutibles de la literatura persa. Després de Shahnamé de Ferdowsi, una sèrie d'altres obres de naturalesa semblant van aparèixer al llarg dels segles dins de l'esfera cultural de la llengua persa. Sense excepció, totes aquestes obres es basaven en estil i mètode en Shahnamé de Ferdowsí, però cap d'elles va aconseguir el mateix grau de fama i popularitat que l'obra mestra de Ferdowsí.
Ferdowsí té un lloc únic en la història persa a causa dels avenços que va fer en la revitalització i regeneració de la llengua i les tradicions culturals perses. Les seves obres es citen com un component crucial en la persistència de la llengua persa, ja que aquestes obres van permetre que gran part de la llengua es mantingués codificada i intacta. En aquest sentit, Ferdowsí supera a Nizami, Khayyam, Asadi Tusi i altres figures literàries perses fonamentals en el seu impacte en la cultura i la llengua perses. Molts iranians moderns el veuen com el pare de la llengua persa moderna.
Ferdowsí de fet, va ser una motivació darrere de moltes futures figures perses. Una d'aquestes figures notables va ser Rezā Shāh Pahlavi, que va establir una Acadèmia de la Llengua i Literatura Persa, per intentar eliminar les paraules àrabs i franceses de la llengua persa, substituint-les per alternatives perses adequades. El 1934, Rezā Shāh va organitzar una cerimònia a Mashad, Khorasan, que celebrava mil anys de literatura persa des de l'època de Ferdowsí, titulada Ferdowsi Millennial Celebration, convidant notables erudits europeus i iranians. La Universitat Ferdowsí de Mashhad és una universitat fundada el 1949 que també té el nom de Ferdowsí.
La influència de Ferdowsí en la cultura persa s'explica per l'Encyclopædia Britannica:
Els perses consideren Ferdowsí com el més gran dels seus poetes. Durant gairebé mil anys han continuat llegint i escoltant recitacions de la seva obra mestra, el Shannamé, en què l'èpica nacional persa va trobar la seva forma definitiva i perdurable. Tot i que està escrita fa uns 1.000 anys, aquesta obra és tan intel·ligible per a l'iranià modern i mitjà com la Bíblia del rei Jaume ho és per a un parlant anglès modern. L'idioma, ja que el poema està en un original darí, és el persa pur amb només la mínima barreja d'àrab.
La biblioteca del Wadham College de la Universitat d'Oxford va rebre el nom de Biblioteca Ferdowsí i conté una secció especialitzada en persa per a estudiosos.

## Galeria

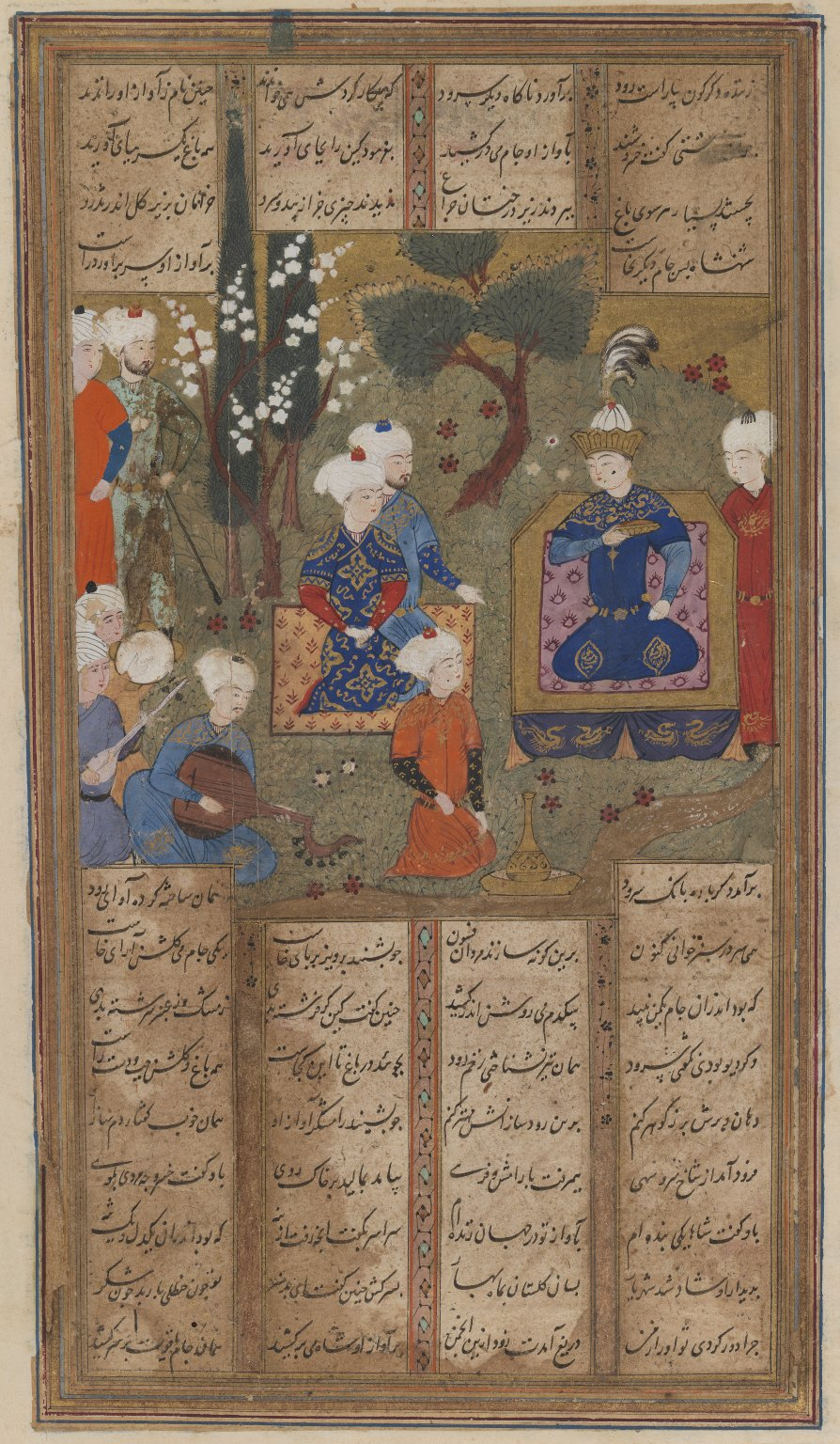
El rei sasànida Còsroes II i cortesans en un jardí, pàgina d'un manuscrit del Shahnamé(Llibre dels Reis), finals del segle xv-inicis del XVI, Museu de Brooklyn
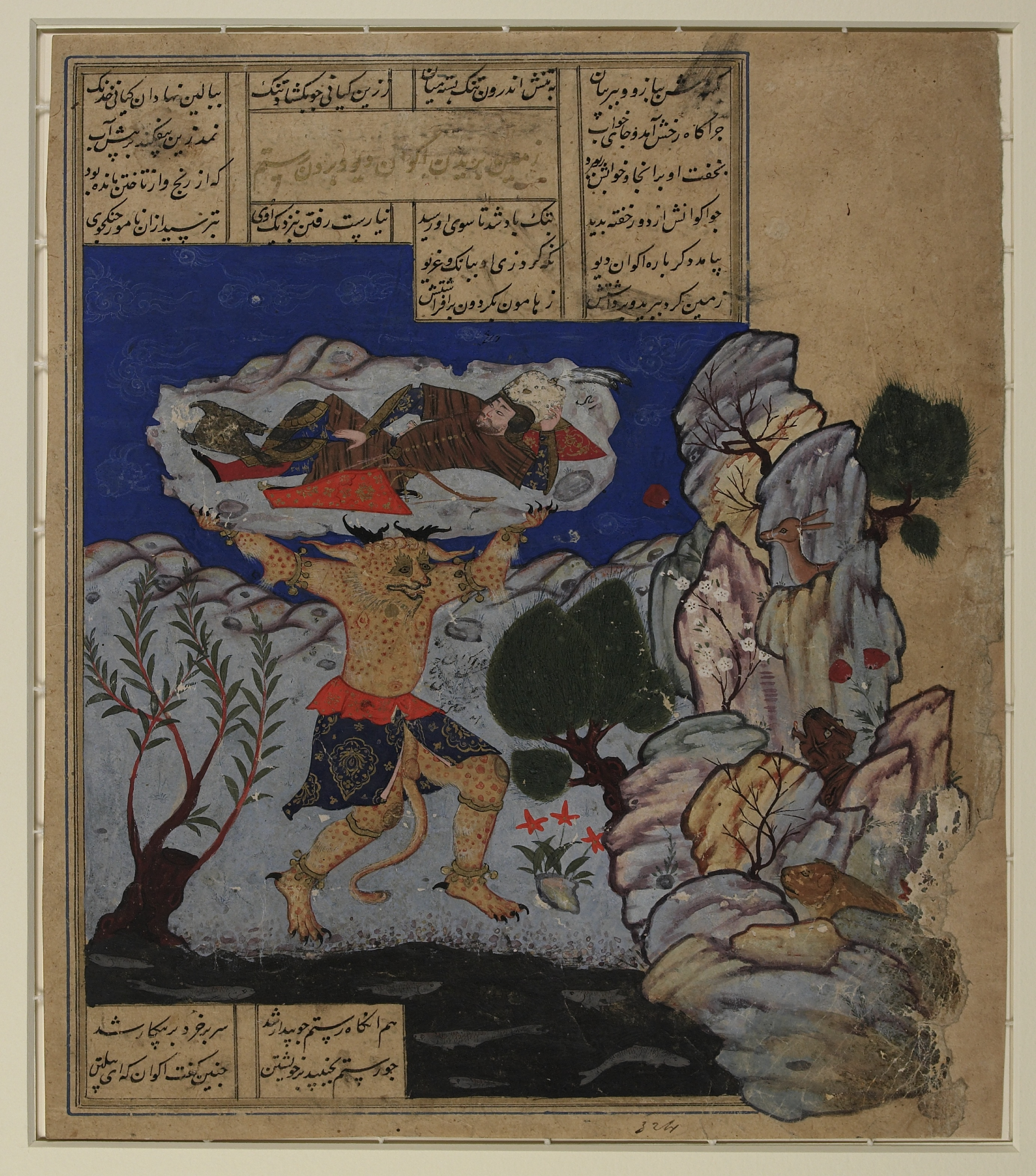
Escena del Shahnamé: l'Akvan Div llança el Rostam adormit al mar
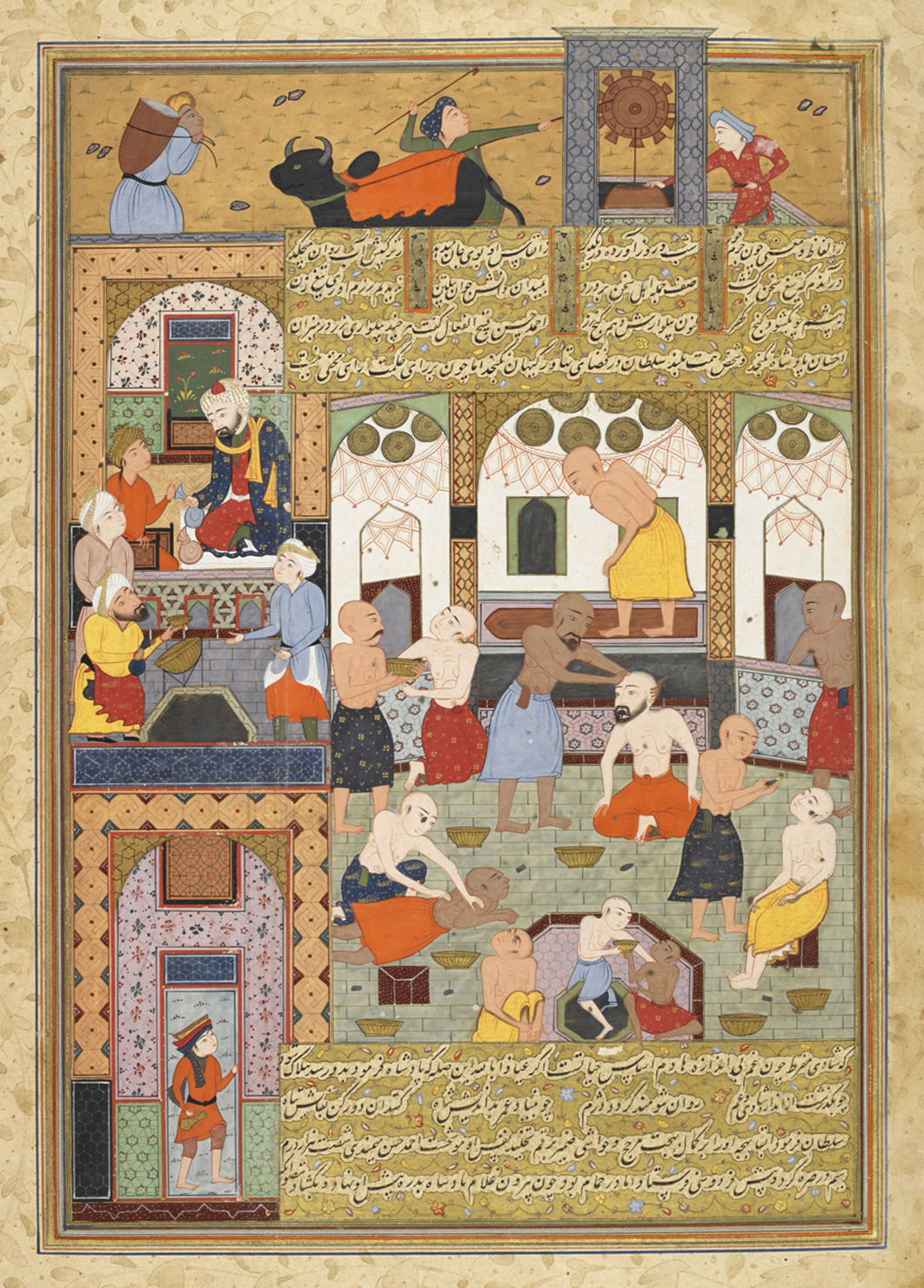
Escena de bany

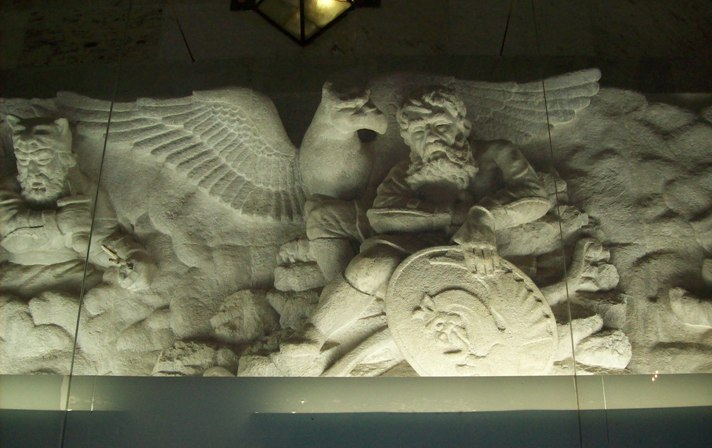
El Simurgh, un ocell mític del Shahnamé, relleu del mausoleu de Ferdowsí
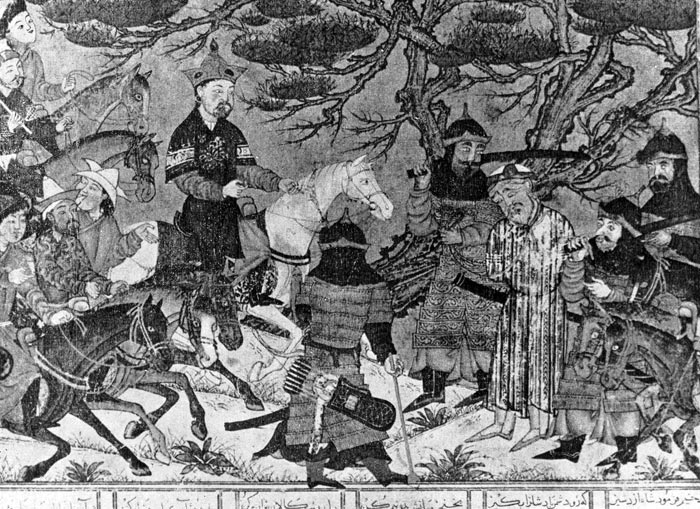
Una escena delShahnaméque representa el rei part Artaban enfrontant-se al reisassànida Artaxerxes I